# Akademické mistrovství světa v judu 1998
14. Akademické mistrovství světa v judu proběhlo ve sportovní hale Královka v Praze, Česko v období 16. až 20. prosince 1998. Hlavním organizátorem mistrovství byla Mezinárodní federace univerzitního sportu (FISU).
Turnaje se účastnilo celkem 45 zemí.

## Program
- ST – 16.12.1998 – těžká váha (+100 kg, +78 kg) a polotěžká váha (−100 kg, −78 kg)
- ČT – 17.12.1998 – střední váha (−90 kg, −70 kg) a polostřední váha (−81 kg, −63 kg)
- PA – 18.12.1998 – lehká váha (−73 kg, −57 kg) a pololehká váha (−66 kg, −52 kg)
- SO – 19.12.1998 – superlehká váha (−60 kg, −48 kg) a kategorie bez rozdílu vah
- NE – 20.12.1998 – soutěž týmů

## Česká stopa
Výsledky českých reprezentantů v judu 1998
- -60 kg – Daniel Dvořák
- -66 kg – Martin Hubinka
- -73 kg – Radek Kašpar
- -81 kg – Jaroslav Švec
- -90 kg – Filip Zafouk
- -100 kg – Petr Jákl ml.
- +100 kg – bez účasti
- -48 kg – Vendula Čistá
- -52 kg – Renata Bláhová
- -57 kg – Michaela Vernerová
- -63 kg – Danuše Zdeňková
- -70 kg – Andrea Pažoutová
- -78 kg – Jiřina Komárková
- +78 kg – Lucie Pilnáčková

- bez rozdílu vah mužů – Petr Jákl ml.
- bez rozdílu vah žen – Lucie Pilnáčková

## Výsledky – váhové kategorie

### Muži
| Kategorie | Zlato                   | Stříbro                   | Bronz                 | Bronz                      |
| --------- | ----------------------- | ------------------------- | --------------------- | -------------------------- |
| -60 kg    | Čong Pu-kjong (KOR)     | Óscar Peñas (ESP)         | Tokisada Cucumi (JPN) | Andrew Machin (GBR)        |
| -66 kg    | Jesús Cava (ESP)        | Rjohei Tanaka (JPN)       | Jozef Krnáč (SVK)     | Nuno Carvalho (POR)        |
| -73 kg    | Guilherme Bentes (POR)  | Alexandre Katsuragi (BRA) | Ferrid Kheder (FRA)   | Haruki Adači (JPN)         |
| -81 kg    | Patrick Reiter (AUT)    | Sergio Doménech (ESP)     | Nuno Delgado (POR)    | Jaroslav Švec (CZE)        |
| -90 kg    | Masatoši Tobicuka (JPN) | Patrick Roberge (CAN)     | Michele Monti (ITA)   | Carlos Honorato (BRA)      |
| -100 kg   | Antal Kovács (HUN)      | Patrick Nebhuth (GER)     | Pedro Soares (POR)    | Čang Song-ho (KOR)         |
| +100 kg   | Ernesto Pérez (ESP)     | Hiroaki Takahaši (JPN)    | Obren Božović (YUG)   | Dennis van der Geest (NED) |

### Ženy
| Kategorie | Zlato                        | Stříbro                      | Bronz                      | Bronz                   |
| --------- | ---------------------------- | ---------------------------- | -------------------------- | ----------------------- |
| -48 kg    | Giuseppina Macrìová (ITA)    | Jolanta Wojnarowiczová (POL) | Ilse Heylenová (BEL)       | Laura Moiseová (ROU)    |
| -52 kg    | Miren Leónová (ESP)          | Majuko Bandová (JPN)         | Ioana Dineaová (ROU)       | Iwona Machałeková (POL) |
| -57 kg    | Zulfija Husejnovová (AZE)    | Michaela Vernerová (CZE)     | Fanny Riaboffová (FRA)     | Ajako Okazakiová (JPN)  |
| -63 kg    | Sara Álvarezová (ESP)        | Nancy van Stokkumová (NED)   | Andreia Cavalleriová (POR) | Irena Tokarzová (POL)   |
| -70 kg    | Čchö Jong-hui (KOR)          | Jukie Kogaová (JPN)          | Yvonne Wansartová (GER)    | Karin Kienhuisová (NED) |
| -78 kg    | Beatriz Martínová (ESP)      | Céline Lebrunová (FRA)       | Uta Kühnenová (GER)        | Juko Tonookaová (JPN)   |
| +78 kg    | Françoise Harteveldová (NED) | Marta Kołodziejczyková (POL) | Čchö Suk-i (KOR)           | Mara Kovačevićová (YUG) |

## Výsledky – ostatní disciplíny

### Bez rozdílu vah
|      | Zlato                  | Stříbro               | Bronz                    | Bronz                        |
| ---- | ---------------------- | --------------------- | ------------------------ | ---------------------------- |
| muži | Ernesto Pérez (ESP)    | Kang Pjong-čin (KOR)  | Carlos Honorato (BRA)    | Petr Jákl ml. (CZE)          |
| ženy | Juki Mizutaniová (JPN) | Katja Gerberová (GER) | Clementina Papaová (ITA) | Françoise Harteveldová (NED) |

### Týmová soutěž
|      | Zlato       | Stříbro     | Bronz  | Bronz     |
| ---- | ----------- | ----------- | ------ | --------- |
| muži | Španělsko   | Portugalsko | Polsko | Japonsko  |
| ženy | Jižní Korea | Francie     | Polsko | Španělsko |